# Congeraale
Die Congeraale (Congrinae) sind eine Unterfamilie der Meeraale (Congridae), die etwas über 20 Gattungen und 60 Arten umfasst. Sie leben weltweit in tropischen und subtropischen Meeren vom Flachwasser bis in die Tiefsee. Meeraale sind überwiegend nachtaktiv und leben tagsüber in Höhlen, Felsspalten oder vergraben sich mit dem Schwanz voran in den Sandboden.

## Merkmale
Die Körperform ist aalartig, der Körperdurchmesser ist meist größer als bei den Flussaalen. Die Flossenstrahlen von Rücken- und Afterflosse sind segmentiert, die Brustflossen gut entwickelt. Die hinteren Nasenlöcher stehen zwischen den Augen.

## Fortpflanzung
Die Fortpflanzungsbiologie der Fische ist weitgehend unbekannt. Weibchen des Europäischen Congeraal (Conger conger) legen drei bis 8 Millionen Eier, aus denen weidenblattförmige, freischwimmende Leptocephalus-Larven schlüpfen.

## Gattungen
- Acromycter Smith & Kanazawa, 1977
- Bassanago Whitley, 1948
- Bathycongrus Ogilby, 1898
- Bathyuroconger Fowler, 1934
- Blachea Karrer & Smith, 1980
- Conger Bosc, 1817
- Congrhynchus Fowler, 1934
- Congriscus Jordan & Hubbs, 1925
- Congrosoma Garman, 1899
- Diploconger Kotthaus, 1968
- Gavialiceps Alcock, 1889
- Gnathophis Kaup, 1860
- Japonoconger Asano, 1958
- Lumiconger Castle & Paxton, 1984
- Macrocephenchelys Fowler, 1934
- Paruroconger Blache & Bauchot, 1976
- Promyllantor Alcock, 1890
- Pseudophichthys Roule, 1915
- Rhynchoconger Jordan & Hubbs, 1925
- Scalanago Whitley, 1935
- Uroconger Kaup, 1856
- Xenomystax Gilbert, 1891